# Nghiêu Đô
Nghiêu Đô (chữ Hán giản thể: 尧都区, âm Hán Việt: Nghiêu Đô khu) là một quận thuộc địa cấp thị Lâm Phần, tỉnh Sơn Tây, Cộng hòa Nhân dân Trung Hoa. Quận Nghiêu Đô có diện tích 1304 km², dân số năm 2003 là 770.000 người. Quận này có 9 nhai đạo, 10 trấn và 6 hương.
- Nhai đạo: Thủy Tháp, Nam Nhai, Thiết Lộ, Giải Phóng, Hương Hiền, Tân Tự Nhai, Cổ Lâu Tây, Xa Trạm Nhai, Phần Hà.
- Trấn: Truân Lý, Nghiêu Miếu, Ngô Thôn, Ngụy Thôn, Kiều Lý, Lưu Thôn, Thổ Môn, Kim Điện, Đại Dương, huyện Để.
- Hương: Nhất Bình Viên, Chẩm Đầu, Hà Để, Giá Gia Trang, Cổ Đắc, Đoạn Điếm.